# Groomsport
Groomsport (Port an Ghiolla Ghruama in gaelico irlandese) è un villaggio dell'Irlanda del Nord, situato nella contea di Down.